# Gaetanus brevicornis
Gaetanus brevicornis is een eenoogkreeftjessoort uit de familie van de Aetideidae. De wetenschappelijke naam van de soort is voor het eerst geldig gepubliceerd in 1906 door Esterly.